# سد زیردان
سد زیردان قصرقند سدی در روستای شه کاپر قصرقند در فاصله ۶۰ کیلومتری شهر قصرقند و ۱۴۰ کیلومتری شمال شهر چابهار بر روی رودخانه فصلی کاجو قرار دارد. حجم کل مخزن این سد ۲۰۷ میلیون متر مکعب و آب قابل تنظیم سالانه آن در حدود ۴۰ میلیون متر مکعب است.
این پروژه مفتخر به دریافت لوح تقدیر به عنوان طرح بتنی برتر سال ۱۳۸۹ از انجمن بتن ایران گردید.

### اهداف و مشخصات
هدف از احداث این سد ذخیره‌سازی جریانهای سیلابی رودخانه و تنظیم سالانه ۴۰ میلیون متر مکعب آب به تفکیک زیر برای تأمین نیازهای کشاورزی، شرب و صنعت بشرح زیر می‌باشد:
- کشاورزی و شبکه آبیاری پیر سهراب: ۲۰ میلیون مترمکعب
- نیازهای شرب شهرهای چابهار و قصرقند: ۱۰ میلیون متر مکعب
- نیازهای شرب روستایی: ۵ میلیون متر مکعب
- تأمین نیازهای صنعت شهرهای چابهار و کنارک: ۵ میلیون مترمکعب

| کارفرما:       | شرکت آب منطقه‌ای سیستان و بلوچستان |
| مشاور طراح سد: | شرکت مهندس مشاور پژوهاب           |
| پیمانکار:      | شرکت جهان کوثر                    |